# Guido Reni
Guido Reni (Calvenzano, 1575. november 4. – Bologna, 1642. augusztus 18.) itáliai festő. A bolognai iskola legtehetségesebbnek tartott tagja.

## Élete

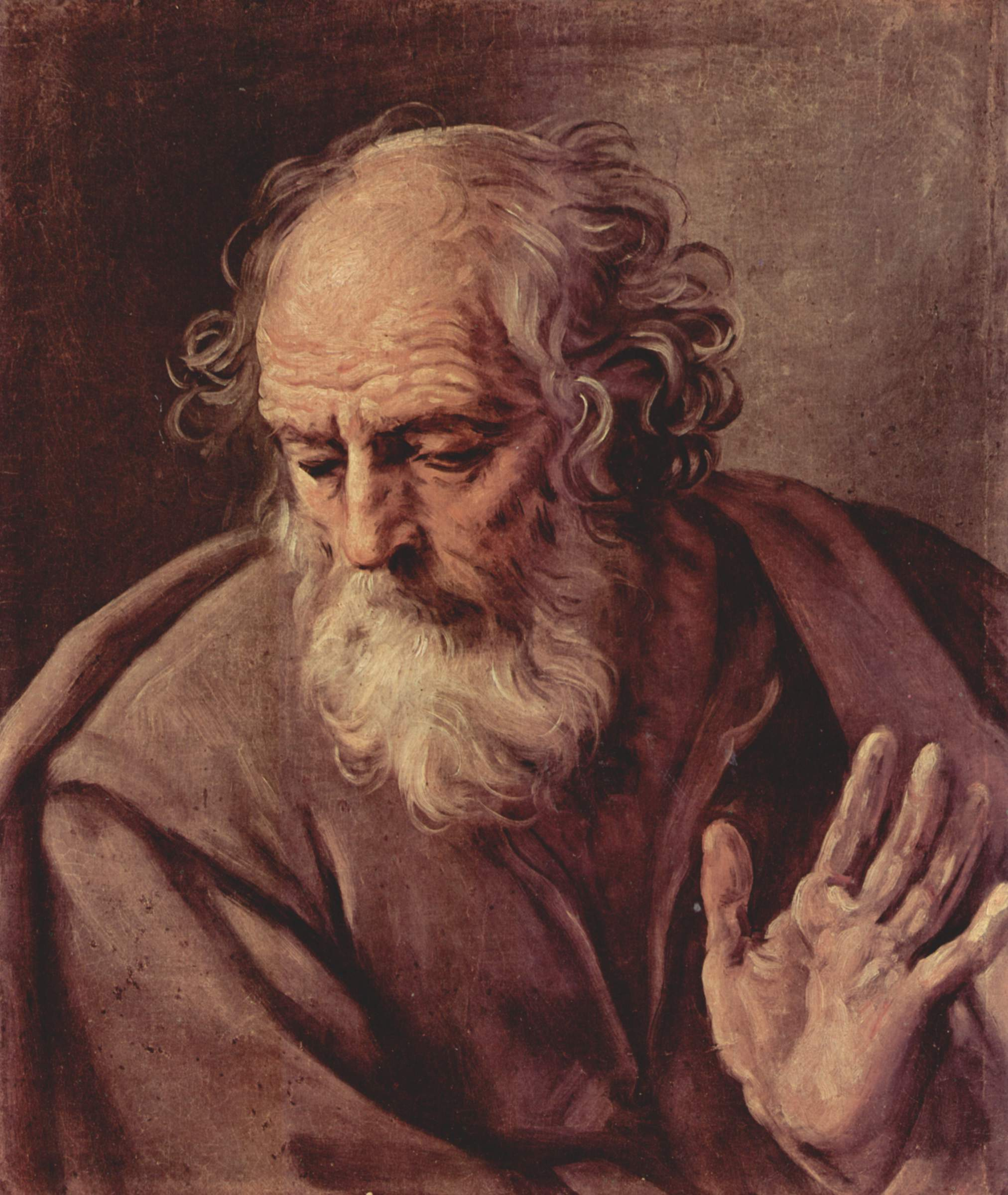
József (Jézus nevelőapja) (Régi Művészet Nemzeti Galéria, Róma)

Jézus megkeresztelése (Kunsthistorisches Museum)

1584 és 1593 között a flamand Dennys Calvaert segédje volt. 1595 táján belépett a Carracci-akadémiába (Academia degli Incamminati), ahol Annibale Carracci és Raffaello hatása alá került. Lényegében klasszicista művész volt, aki egyre következetesebben tette magáévá az eszményi szépség elvét. Érett művein világosan látszik az ókori szobrászat ihlető hatása, elsődleges szerephez juttatva az elegáns vonalakat és áramló ritmust.
Bologna templomai részére jó néhány jelentős oltárképet festett, még mielőtt 1602-ben Rómába költözött. Itt kezdeti képei Caravaggio hatása alatt készültek. Pártfogója volt Scipione Borghese bíboros és V. Pál pápa. Egy sor jelentős megbízás teljesítése révén sikeres művésszé vált (a Vatikán két termének kifestése, a Szent András vértanúsága című oltárkép a római San Gregorio-templomban, a Santa Maria Maggiore-bazilika Borghese kápolnájának freskói (1610–12) és a Quirinale-palota Annunziata-kápolnájának falképei (1609–12). A bennük kifejeződő szelíd érzelmek és az angyalokkal benépesített festett kupolát megtöltő sugárzó aranyszínű fény a festő legköltőibb alkotásaivá avatja ezeket a freskókat. Ilyen még az Aurora-freskó a római Casino Rospigliosiban (1612–14).
1611-ben ellátogatott Bolognába, majd 1614-ben végleg visszatért ide. Nagyméretű oltárképeket festett és előkelőségek számára mitologikus tárgyú freskókat. 1622-ben Nápolyba utazott, ott festette a Tesoro da San Gennaro freskóit. Utolsó éveiben új stílust alakított ki. Ezt finom ezüstös tónusok és narancssárga–rózsaszín–halványkék színkombinációk jellemzik.